# Ewangelia Jana
Ewangelia Jana [J, Jn lub Jan] – lub Ewangelia według świętego Jana – jedna z czterech Ewangelii Nowego Testamentu, której autorstwo przypisuje się Janowi Apostołowi, Janowi prezbiterowi lub bliżej nieidentyfikowalnemu „umiłowanemu uczniowi”. Prawdopodobnie jest to ewangelia chronologicznie najpóźniejsza ze wszystkich ewangelii nowotestamentowych i wyraźnie odróżnia się od pozostałych, tzw. synoptycznych. Na ogół Ewangelię Jana datuje się na koniec I wieku, a jako miejsce jej powstania wskazuje się zwykle Efez, jakkolwiek brane są pod uwagę również i inne miejsca (Antiochia Syryjska, Aleksandria).
Wskazywano, że czwarta Ewangelia uzupełnia informacje podane przez synoptyków. Wyjątkowo dużo miejsca autor poświęca wyjaśnieniu znaczenia śmierci Jezusa, słownictwo jest ubogie, wieloznaczne i celowo dobrane. Uważa się dziś, że jest inną wersją tej samej tradycji o działalności Jezusa.
Ewangelia Jana szybko zyskała uznanie i popularność, była najczęściej kopiowaną Ewangelią w I tysiącleciu. Tradycyjnie umieszczana jest na czwartej pozycji wśród Ewangelii. Jednak w Biblii koptyjskiej znajduje się na pierwszym miejscu, również niektóre greckie rękopisy umieszczają ją na takiej pozycji (minuskuł 19, 90, 382, 399, 401, 538, 599, 734). Rękopisy tekstu zachodniego umieszczają Ewangelię Jana na drugiej pozycji, w minuskule 2612 umieszczona została na trzeciej pozycji.

## Czas powstania

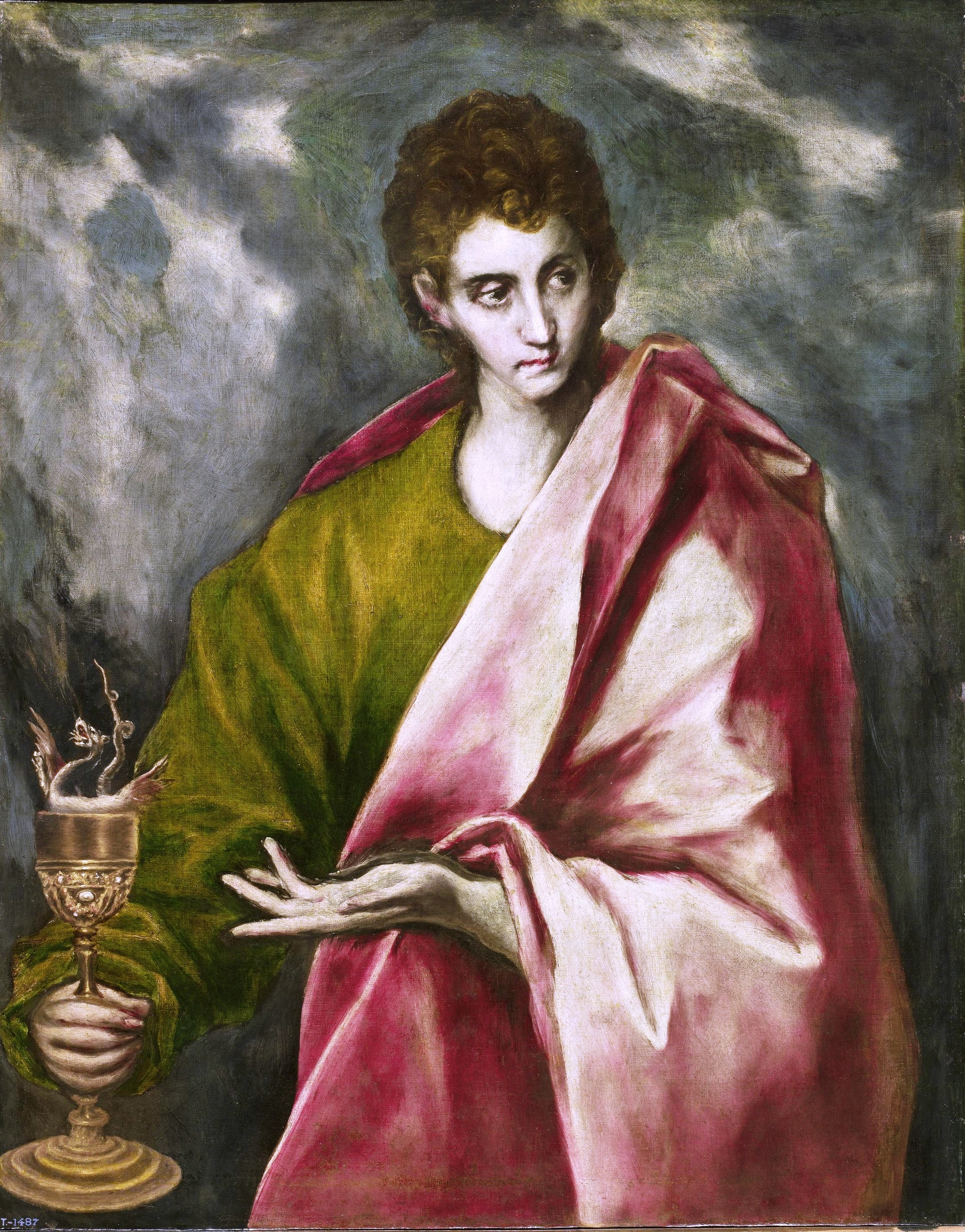
El Greco: św. Jan Ewangelista

Według tradycyjnego poglądu, którego pierwszym wyrazicielem był Klemens Aleksandryjski, Ewangelia Jana powstała jako ostatnia spośród Ewangelii kanonicznych. Pogląd ten dominuje też wśród nowożytnych biblistów. Za późnym datowaniem przemawia korzystanie z synoptyków. Czwarta Ewangelia mogła korzystać z Ewangelii Marka bądź Łukasza, ewentualnie z obu. Zachodzi niewielkie prawdopodobieństwo wykorzystania tekstu Mateusza.
Na ogół Ewangelię Jana datuje się na koniec I wieku. Jako argumenty za tak późnym datowaniem podaje się brak aluzji do zniszczenia Jerozolimy w roku 70, mowa o wyłączaniu z Synagogi (J 9,22; 12,42; 16,2), co zdaniem niektórych badaczy nie miało miejsca przed latami 80. Wielu biblistów datuje ją na lata 85-90. Na rzecz późnego datowania przemawia brak wzmianki o saduceuszach, których znaczenie po roku 70. zostało zmarginalizowane.
George Allen Turner oraz Julius R. Mantey wskazali, że sposób posługiwania się terminem „Żydzi” jest bardziej charakterystyczny dla czasów sprzed roku 70. niż po nim, gdyż po tej dacie judaizm przeszedł do defensywy i nie był zdolny do prześladowania chrześcijan. Sadzawka Betesda wspomniana w J 5,2 traktowana jest przez autora jako coś, co nadal istnieje. W J 2,20 jest wzmianka o tym, że świątynię budowano 46 lat, liczba ta odnosi się do czasu, w jakim Jezus prowadził rozmowę na temat świątyni, ale fakt, że autor pamiętał ją tak dokładnie, wskazuje na bliskość opisywanych wydarzeń. John Arthur Thomas Robinson powołał się na fakt, że „umiłowany uczeń” jeszcze żył w czasie, gdy powstała czwarta Ewangelia (J 21,23), natomiast Piotr już poniósł męczeńską śmierć. Pomiędzy Ewangelią Jana a pismami qumrańskimi zachodzi wiele paralel – znacznie więcej niż z jakąkolwiek księgą Nowego Testamentu, a Qumran został zniszczony w roku 70. C.C. Tarelli jest zdania, że atmosfera czwartej Ewangelii najlepiej odpowiada atmosferze w Palestynie przed rokiem 70.
Morris jest zdania, że Ewangelia Jana prawdopodobnie powstała przed rokiem 70., jakkolwiek nie można mieć całkowitej pewności w tym względzie.
W XIX wieku niektórzy krytycy datowali czwartą Ewangelię nawet na koniec II wieku, ponieważ zauważono w niej nieco hellenistycznych naleciałości, a sądzono, że nie mogły one się pojawić w I wieku. Uważano też, że chrystologia Ewangelii jest zanadto rozwinięta, by mogła powstać w I wieku. Sądzono też, że autor znał gnostycyzm. Jeszcze Albert Schweitzer twierdził, że czwarta Ewangelia powstała w II wieku, po śmierci Ignacego Antiocheńskiego. Odkrycie pism qumrańskich w 1947 pokazało, że to, co traktowano jako hellenistyczne zapożyczenia, istniało w judaizmie znacznie wcześniej. Z kolei odkrycie biblioteki z Nag Hammadi rzuciło szersze światło na chrześcijański gnostycyzm.
Podobnie jak w przypadku oryginalnych manuskryptów innych Ewangelii, tak i manuskrypt Ewangelii Jana nie zachował się. Był napisany na papirusie, nietrwałym materiale, który przetrwać może jedynie w klimacie tak suchym jak klimat piaszczystego Egiptu. Najstarszy znany zachowany fragment Ewangelii Jana to papirus Rylandsa (oznaczony jako {\displaystyle {\mathfrak {P}}^{52}}), zawierający grecki tekst Ewangelii 18,31-34 z jednej strony i J 18,37-38 z drugiej. Według oceny uczonych jest to kopia powstała ok. 130 r. To iż papirus został znaleziony w Górnym Egipcie świadczy o popularności i rozprzestrzenianiu się tekstu Ewangelii i powszechnym jego kopiowaniu już na początku II w. W tym czasie Ewangelia była także tłumaczona na Łacinę, syryjski i koptyjski. Najstarsze kompletne zachowane manuskrypty są kopiami wykonanymi w IV w. na pergaminie.

## Miejsce powstania

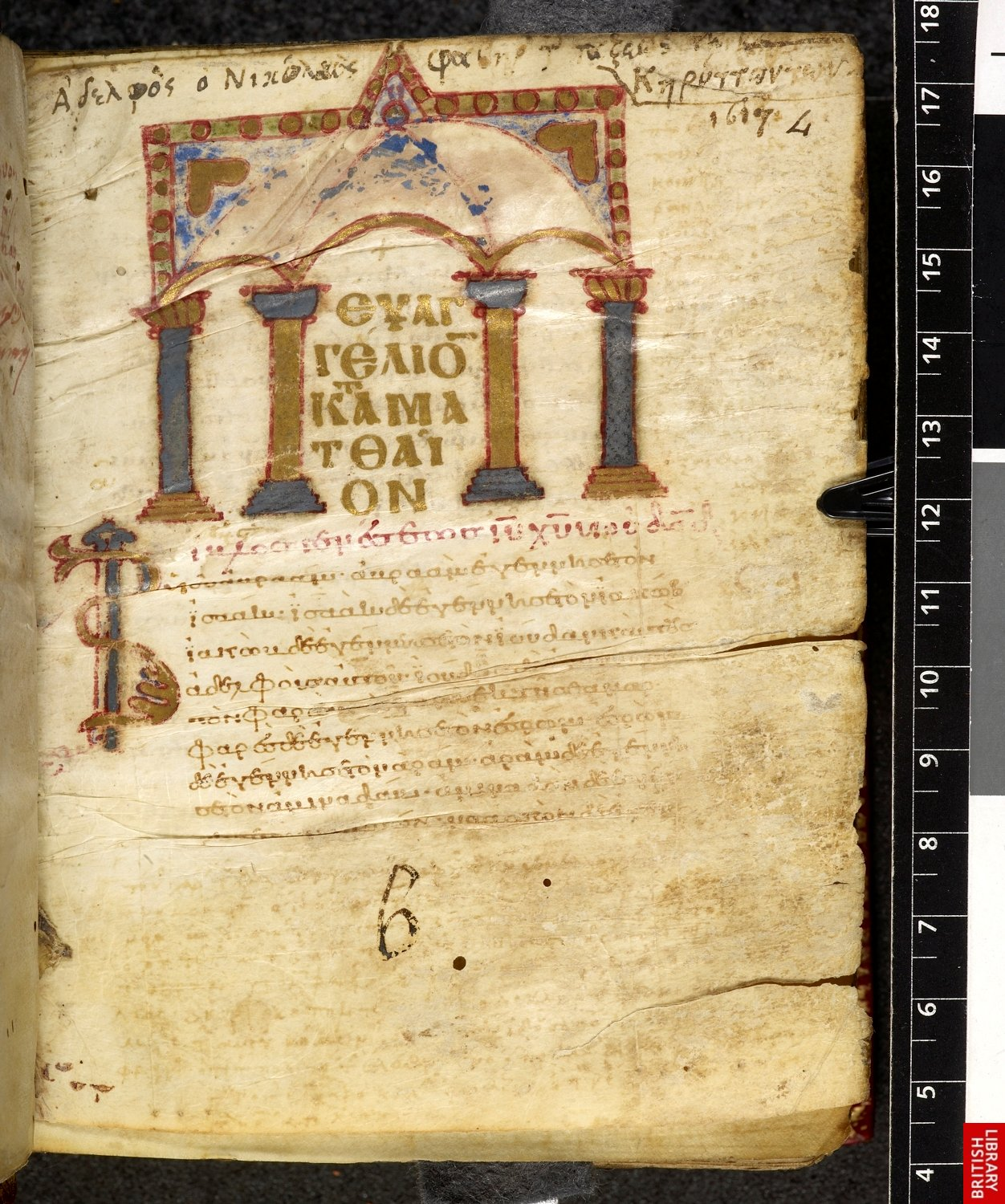
Początek Ew. Jana w minuskule 114 (Gregory-Aland)

Według tradycji, której pierwszym wyrazicielem był Ireneusz, Ewangelia Jana powstała w Efezie. Większość współczesnych biblistów określa jej miejsce powstania na Efez, a czas na ok. roku 90. Na rzecz efeskiego pochodzenia przemawia fakt, że Ewangelią Jana posługiwali się montaniści.
Brana jest jednak pod uwagę również Antiochia Syryjska, ponieważ styl i język Ewangelii nosi znamię podwójnego wpływu, hellenistycznego i żydowskiego. Wpływy te nie zawsze się wykluczały, a ślady judaizmu ezoterycznego znajdywane są zarówno w Syrii, jak i Kumran. Na rzecz Antiochii przemawiają też językowe związki Ewangelii z pismami Ignacego Antiocheńskiego oraz paralele z Odami Salomona.
Trzecim sugerowanym miejscem jest Aleksandria. Egipt stanowił centrum wczesnego gnostycyzmu, z którym Ewangelia walczy. Dodatkowego wsparcia dla tej hipotezy dostarcza najstarszy zachowany fragment Ewangelii Jana, który pochodzi z Egiptu.
Ewangelia powstała w środowisku, w którym toczył się spór pomiędzy Kościołem a Synagogą. Szczególną cechą Ewangelii jest to, że głównym zagrożeniem dla wspólnoty jest judaizm. Z badań nad Ewangelią Jana wynika, że autor znał środowisko judaizmu palestyńskiego. Pewnym jest to, że Ewangelia powstała w środowisku hellenistycznym.

## Problem autorstwa
Autor Ewangelii starannie przemilcza swoje imię, lecz autorstwo na ogół przypisywano Janowi, jednemu z 12 apostołów. Świadczy o tym m.in. częste niewymienianie Jana wśród grona apostołów, a zamiast niego określenie: „uczeń, którego Jezus miłował”. Twierdzi się, że „uczniem umiłowanym” jest Jan Apostoł. Próbowano bez większego powodzenia „ucznia umiłowanego” utożsamić z Łazarzem. Przeważa dzisiaj pogląd, że identyfikacja „ucznia umiłowanego” jest niemożliwa.
Świadectwa ojców Kościoła nie rozstrzygają kwestii autorstwa. Fragment Muratoriego wspomina, że Ewangelię napisał uczeń Jezusa, ale nie precyzuje, że był to konkretnie Jan Apostoł. Teofil z Antiochii (ok. 180 roku) jako pierwszy przypisał ją Janowi Apostołowi. Z kolei Papiasz twierdzi, że wśród uczniów Jezusa byli zarówno Jan apostoł, jak też i „prezbiter Jan”. Ireneusz z Lyonu pisał, że „uczeń Pański, który nawet spoczywał na Jego piersi”, wydał swą Ewangelię w Efezie. Prawdopodobnie wyraża opinię, która w jego czasach była szeroko rozpowszechniona w Kościele. Z drugiej strony niektórzy egzegeci zwracają uwagę na możliwość pomylenia przez Ireneusza Jana-prezbitera z Janem-apostołem.
XIX-wieczni bibliści (Bretschneider, Strauss, szkoła tybingeńska) podważyli pogląd o pochodzeniu czwartej Ewangelii od Jana Apostoła, a głosy tradycji uznali za niewielkiej wartości. Datę jej powstania na ogół wyznaczano na koniec II wieku. Podstawą tych twierdzeń była chrystologia rozwinięta do tego stopnia, że zdaniem owych biblistów nie mogła pochodzić sprzed II wieku. Zauważali też wpływy filozofii greckiej, pewne podobieństwa do spekulacji gnostyków (życie, światło). W.G. Kuemmel argumentował, że używanie terminów gnostyckich w Ewangelii Jana wyklucza możliwość, by pisał ją naoczny świadek. Odkrycie rękopisów qumrańskich pokazało jednak, że owe spekulacje istniały jeszcze przed rokiem 70 i tym samym nie ma potrzeby, by z tego powodu datować czwartą Ewangelię na II wiek.

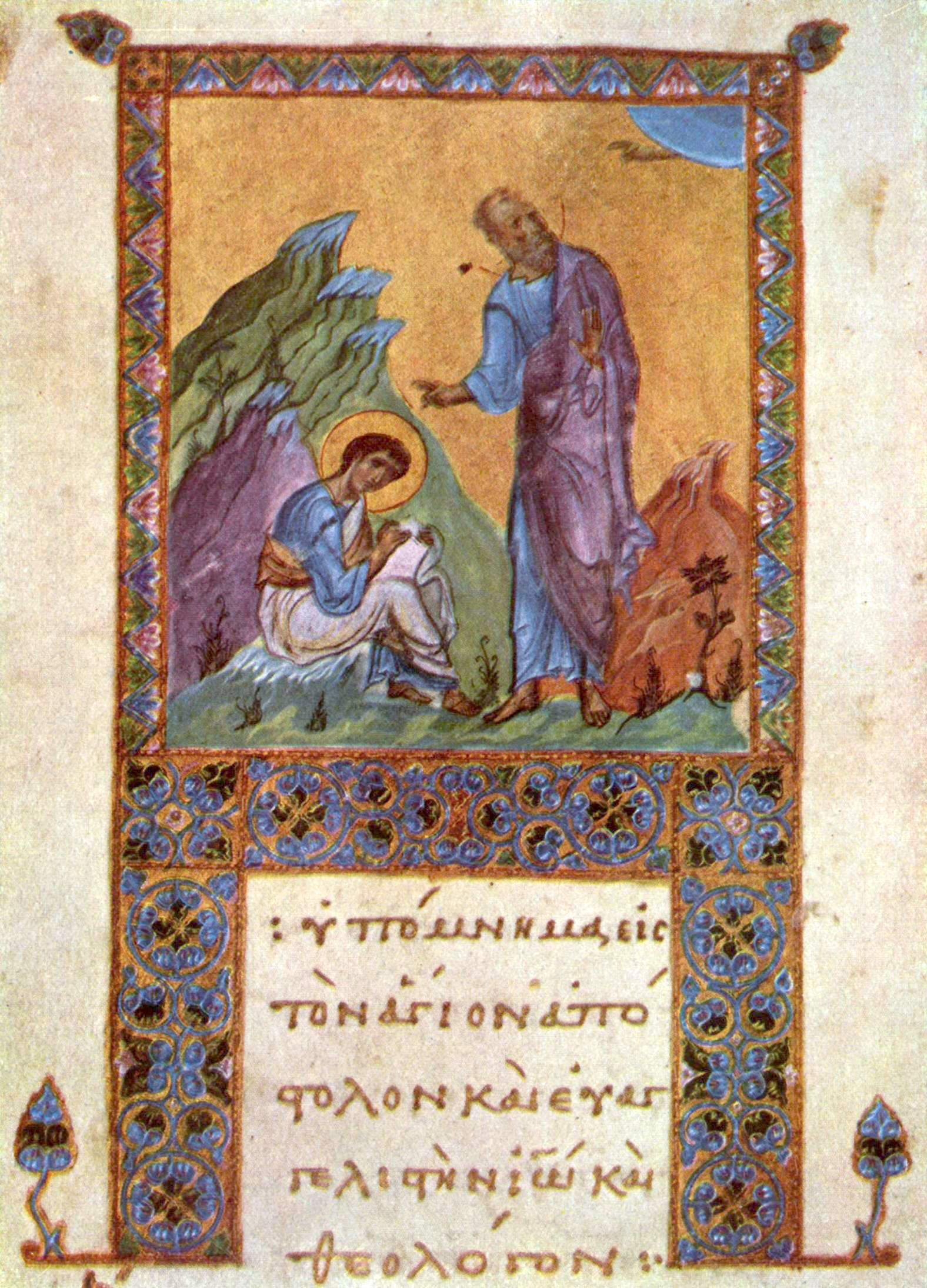
Jan dyktuje swojemu uczniowi Prochorowi (British Library Add. 11870)

W XX wieku zwolennicy „historii redakcji” doszli do wniosku, że ostateczny kształt tej Ewangelii jest owocem długiego procesu redakcyjnego. Możliwe, że najstarsze tradycje (przede wszystkim pierwsza część: Księga znaków) pochodzą od apostoła Jana, ale opracowanie i kompozycja od ucznia Janowego. Według Fortny Ewangelia znaków zaczynała się od opisu powołania uczniów, a kończyła na J 21, zawierała opisy cudów Jezusa oraz rozmowę z Samarytanką.
Część współczesnych egzegetów uważa, że mógł ją napisać naoczny świadek. Znał on wiele szczegółów chronologicznych, jak i topograficznych z działalności Jezusa. Jest niezależny od synoptyków. Świadectwa wewnętrzne wskazują, że autor był Judejczykiem, nie Galilejczykiem, uczniem Jana Chrzciciela, wywodzącym się ze środowiska jerozolimskiego, znajomy lub krewny arcykapłana (J 18,16), prawdopodobnie naoczny świadek ukrzyżowania (J 19,35). Jako argumenty za naocznym świadkiem podaje się: powołanie uczniów (J 1,35-51), epizod z umywaniem nóg (J 13,1-20), sługa kapłana ma na imię Malchus (J 18,10), informacje o osobach nigdzie nie wzmiankowanych, tak jak Nikodem, Łazarz.
Autor zna dobrze stosunki panujące w Palestynie przed rokiem 70. Zna powiązania Eliasza z mesjanistycznymi oczekiwaniami (J 1,21), jest świadom, że rozmowa mężczyzny z kobietą jest rzeczą niezwykłą (J 4,27), wie o znaczeniu szkół religijnych (J 7,15), wrogości pomiędzy Żydami a Samarytanami (J 4,9) i pogardzie faryzeuszy względem motłochu (J 7,49), zna znaczenie sabatu i wie, że nie wolno nosić łoża (J 5,10) i że obrzezywanie wykonuje się ósmego dnia, nawet jeżeli jest to sabat (J 7,22-23), wie, że faryzeusze przypisywali sobie tytuł uczniów Mojżesza (J 9,28), zna i stosuje sposoby argumentacji uczonych w piśmie. Topografia Janowa jest poprawna, jest pierwszym autorem, który wzmiankuje Kanę.
Niektórzy odnoszą wrażenie, że autor wskazuje na siebie w J 21,2 jako na jednego z dwóch anonimowych uczniów. Ewangelia odróżnia dwóch anonimowych uczniów względem trzech apostołów wymienionych imiennie (Piotr, Tomasz, Natanael) oraz dwóch synów Zebedeuszowych. Z drugiej strony próbowano dowodzić, że ostatni rozdział Ewangelii Jana został dodany po śmierci autora, aby wyjaśnić dlaczego „uczeń umiłowany” umarł.
Nie można jednoznacznie określić środowiska teologicznego, w którym działał autor czwartej teologii. Zarówno judaizm, jak i hellenizm, wskazywane we wczesnych badaniach, nie były nurtami jednolitymi. Autor korzystał z myśli judaizmu rabinicznego, od którego przejął szacunek dla patriarchów, Mojżesza i Prawa, wskazując jednak na jego ograniczoność (J 1,17). Wyraźne są również związki z judaizmem heterodoksyjnym – wskazuje się na podobieństwo do qumrańskiego dualizmu. Dostrzegano także wpływy mandaizmu (R. Bultmann) i hermetyzmu. Przy wszystkich podobieństwach do teologii tych ruchów, myśl teologiczna Ewangelii Jana jest odrębna i integralnie chrześcijańska. Sądzi się, że wspomniane nurty stanowiły dla ewangelisty raczej źródło terminologii niż idei.
Pewnym jest tylko to, że autor należał do innego środowiska teologicznego niż pozostali autorzy Ewangelii. Prawdopodobnie nie należał do grupy Dwunastu, która to grupa odgrywa mniejszą rolę niż u synoptyków i pochodził z innego środowiska społecznego niż inni uczniowie Jezusa (z J 18,15-16 wynika, że był znany arcykapłanowi). Być może pochodził z Jerozolimy. Wskazuje się czasem i na taką możliwość, że autor nie musiał pisać Ewangelii osobiście, mógł posłużyć się do tego celu skrybą. Hipoteza ta ma swoje oparcie na lokalnej tradycji z wyspy Patmos, zgodnie z którą sekretarzem Jana apostoła był Prochor, jeden z siedmiu diakonów (Dz 6,5).

## Treść

### Podział tekstu Ewangelii
Treść Ewangelii:
- Prolog (1,1-18)
- Wstęp historyczny (1,19-51)

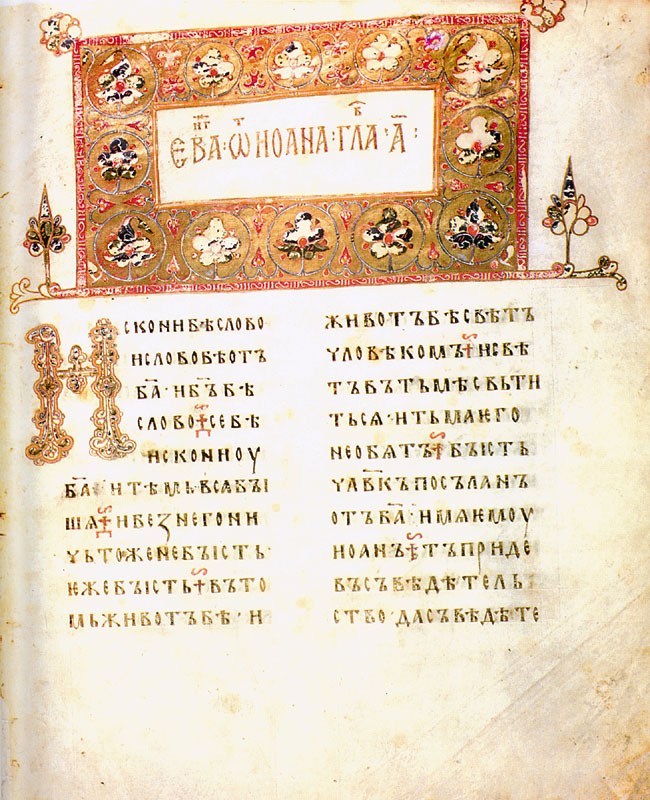
Początek Ew. Jana w Ewangeliarzu Ostromira

- Objawienie się chwały Jezusa na świecie (2,1 – 12,50)
- Objawienie się Jezusa w gronie uczniów (rr. 13-20)
- Epilog (r. 21)[43]

### Szczególne teksty
Fragment pierwszego rozdziału Ewangelii, zwany Prologiem (J 1,1-18), różni się znacznie od pozostałych – zarówno treścią, jak i budową. Pierwszy wers (J 1,1) bardzo przypomina początek Księgi Rodzaju. W prologu mówi się też o preegzystencji Słowa (Logos) oraz o jego boskości. Prolog zawiera główne pojęcia rozwijane w czwartej Ewangelii: życie, światłość, świadectwo, wiara, chwała, prawda.

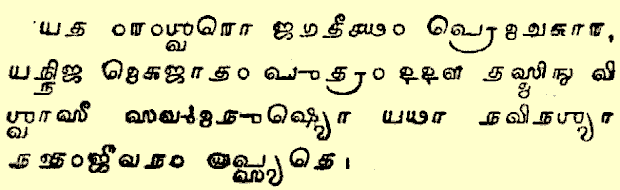
J 3,16 w sanskrycie z 1863

Jeden z najpopularniejszych wersetów biblijnych, nazywany niekiedy „Biblią w pigułce” pochodzi z Ewangelii św. Jana (J 3,16). Stanowi on kwintesencję przekazu ewangelicznego.
Tak bowiem Bóg umiłował świat, że Syna swego Jednorodzonego dał, aby każdy kto w Niego wierzy nie zginął, ale miał życie wieczne.

### Kwestionowane partie
W obecnej formie Ewangelia Jana zawiera kilka fragmentów, których pochodzenie od Jana bywa kwestionowane:
1. J 5,3b-4 – krótki fragment o aniele, który miał poruszać wodę w sadzawce, do której podążali chorzy.
2. J 7,53-8,11 – tzw. Pericope adulterae, czyli perykopa o kobiecie cudzołożnej.
3. J 21, 1-15 – dodatkowy rozdział pochodzący od redaktorów[47].

F.H.A. Scrivener sądził, iż owe partie dodane zostały przez tego samego autora w drugiej redakcji Ewangelii. Opowiadanie o cudzołożnej kobiecie nie zostało umieszczone przez autora za pierwszym razem, ponieważ wahał się, czy to zrobić.
Ostatni rozdział w opinii biblistów stanowi dodatek dołączony po napisaniu czwartej Ewangelii, i to po śmierci „umiłowanego ucznia” (por. 21,23), ponieważ J 20,30-31 wygląda na oryginalne zakończenie. Przypuszcza się, że rozdział ten pochodzi od kogoś z kręgu Janowego, ponieważ szereg elementów wskazuje na łączność z całą Ewangelią (Natanael, Kana, umiłowany uczeń). Słownictwo tego rozdziału odbiega od czwartej Ewangelii. Jednak obecność tego rozdziału we wszystkich rękopisach wskazuje, że został dołączony przed rozpowszechnieniem dzieła. Brak również jakichkolwiek świadectw ze strony autorów wczesnochrześcijańskich.

## Język i styl

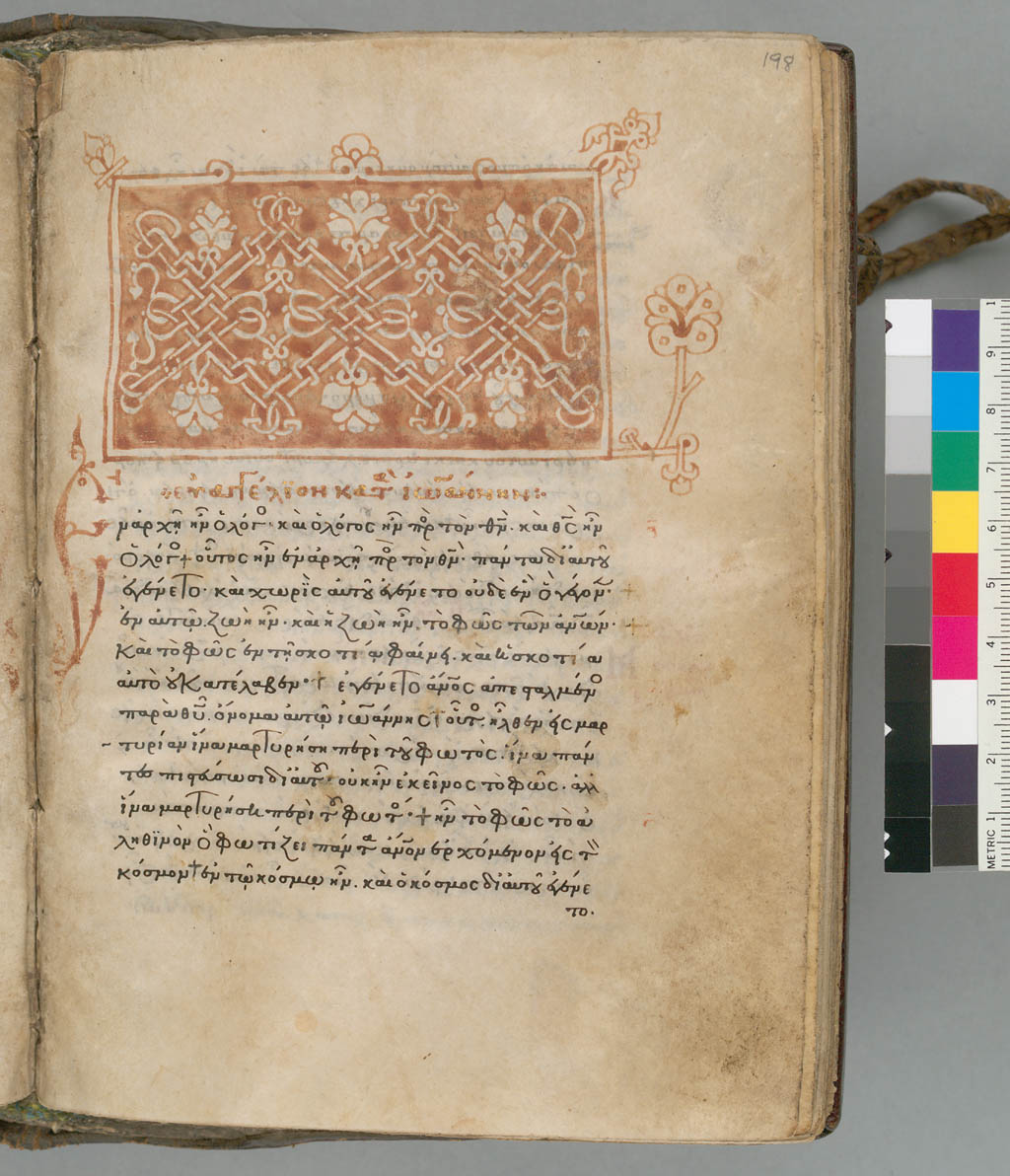
Początek Ew. Jana w minuskule 2614

Jan operuje niewielkim zasobem słownictwa, stosuje tylko 1011 terminów. Liczba wszystkich słów wynosi 15 420, co daje średnią występowania słowa 15,25 (w Liście do Hebrajczyków tylko 4,76 razu). Oznacza to, że jego słownictwo jest ubogie. Jednak aż 416 terminów nosi teologiczne zabarwienie, zgodnie z wczesną tradycją chrześcijańską. Słownictwo Janowe zostało wyselekcjonowane, ma ono charakter kultowy, pochodzi ze Starego Testamentu. Jan lubi używać słów wieloznacznych oraz stosuje grę znaczeń (świat, Judejczycy). Autor posługuje się pewnymi alegoriami stale do nich powracając np. woda żywa, światłość świata, życie.
Zdania mają prostą budowę, ich części łączone są szeregowo, zazwyczaj przy pomocy spójnika „και” (i). Częstymi są powtórzenia, czasem nawet całe zdania są powtarzane, a ta sama myśl jest wyrażona w nieco zmienionej formie.
Niektórzy widzą w Ewangelii Jana nadawanie szczególnego znaczenia siódemce: siedem cudów Jezusa, siedem podróży Jezusa i siedem świadectw. Poza tym zauważają siedem dni w tekście J 1,1-2,12, co ma być nawiązaniem do Księgi Rodzaju.
Jednym z ważniejszych terminów jest „życie”. „Życie” jest Bożym darem, którego oczekuje się przy końcu czasów. Termin ten ma mniej więcej to samo znaczenie, co u synoptyków „Królestwo Boże”.
Język Ewangelii zdradza semicki koloryt. Wpływy semickie widoczne są nie tyle w składni, co w słownictwie. Semityzmy zwykle pochodzą z Septuaginty lub międzytestamentalnej literatury w języku greckim. Niektóre semityzmy znajdują paralele tylko w pismach qumrańskich („źródło wody”, „świadczyć o prawdzie”, „światło życia”). Jest jedyną księgą Nowego Testamentu stosującą termin Μεσσιας (mesjasz) dla Χριστος (Chrystus). Stosuje go dwukrotnie (J 1,41; 4,25).
C.F. Burney oraz C.C. Torrey, wystąpili z hipotezą, że oryginalna Ewangelia Jana została napisana w języku aramejskim, obecna natomiast dostępna nam Ewangelia jest greckim przekładem. Zaakceptowało ją niewielu biblistów, jak np. E.C. Colwell, większość jest zdania, że autor myślał po aramejsku, lecz pisał po grecku. Przyjmuje się powszechnie, że język grecki jest językiem oryginału.
Zauważono, że postacie ewangeliczne są odpowiednio dobrane, tak aby reprezentować poglądy społeczności żydowskiej w czasach Chrystusa oraz chrześcijańskiej w II połowie I wieku. Znaczenie takie posiada postać Nikodema, Samarytanki, Tomasza Apostoła.

## Stosunek do synoptyków

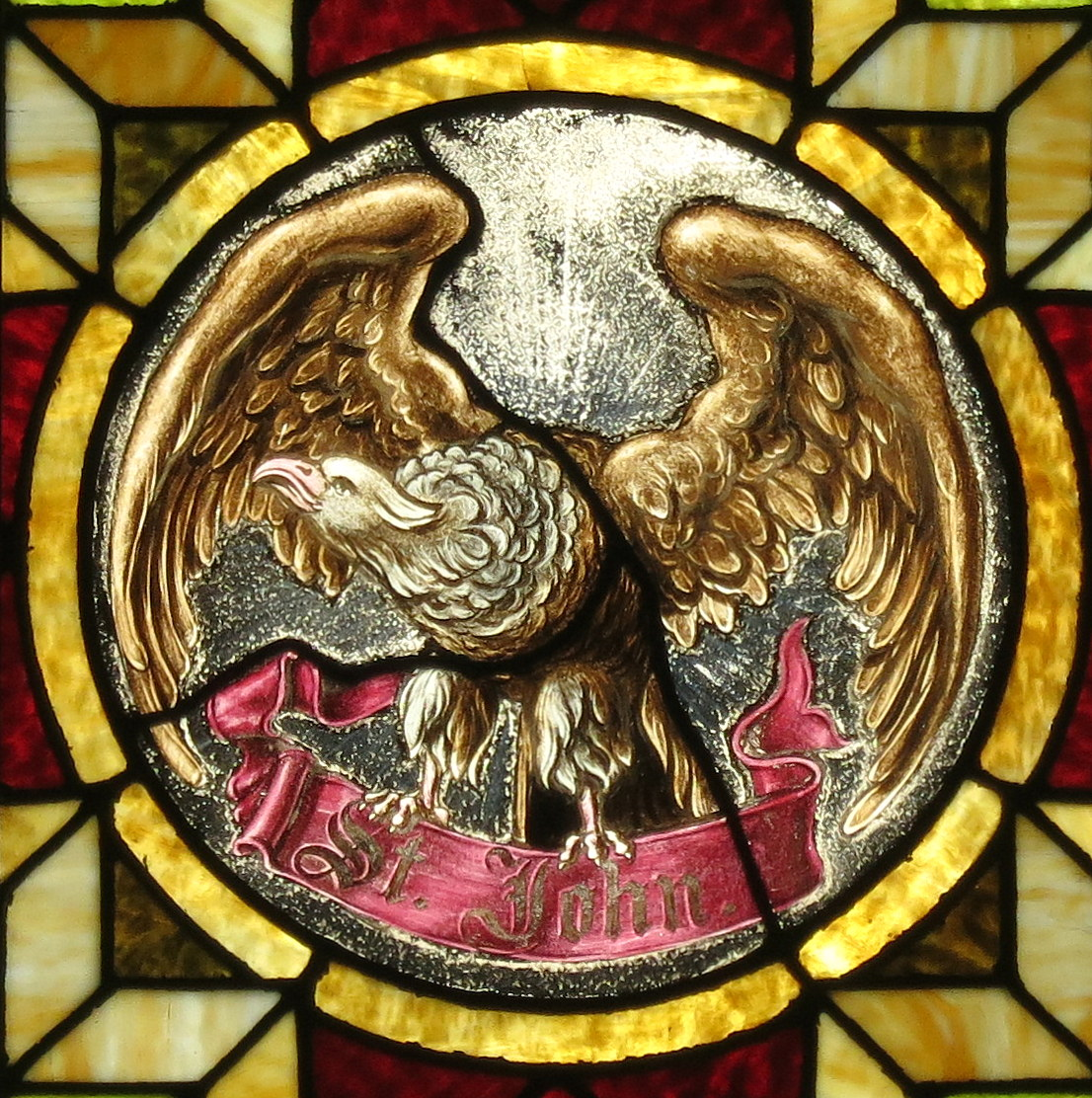
Witraż w kościele św. Jana Chrzciciela, Dry Ridge, Ohio, Stany Zjednoczone – orzeł symbolizujący Ewangelistę Jana

Klemens Aleksandryjski zauważył, że trzy pierwsze Ewangelie ukazują ludzką naturę Chrystusa, natomiast czwarta uwydatnia Jego bóstwo i ma charakter „duchowy”. Euzebiusz był zdania, że czwarta Ewangelia uzupełnia synoptyków. Pogląd ten przyjmowany był jako pewnik aż do XX wieku. XX-wieczne analizy zmodyfikowały ten pogląd. Do najbardziej skrajnych wniosków doszedł H. Windisch w 1935 oraz P. Gardner-Smith w 1938, którzy dowodzili, że pomiędzy czwartą Ewangelią a synoptykami zachodzi więcej różnic niż podobieństw i byli zdania, że jej autor nie znał żadnej spośród synoptycznych Ewangelii. T. Sigge polemizował ze stanowiskiem Windischa i argumentował, że tekst J 6,1-7 bazuje na tekście Mk 6,31-10,1. Bardziej dokładne badania prowadzone były przez Edwyn C. Hoskyn oraz F. N. Davey. Badania te wykazały, że wprawdzie nie da się udowodnić znajomości przez autora wszystkich trzech synoptyków, ale znał on przynajmniej Ewangelię Marka i być może Ewangelię Łukasza. Z Łukaszem najwięcej podobieństw dotyczy opisu męki i zmartwychwstania. Nie sposób natomiast udowodnić znajomości Ewangelii Mateusza, ponieważ wszelkie wspólne cechy można znaleźć u pozostałych dwóch Ewangelistów.
Nowożytna egzegeza wskazuje, iż zachodzą nie tylko różnice teologiczne pomiędzy Ewangelią Jana a synoptykami, lecz także na odmienne ujęcie słów i czynów Jezusa, odmienne ramy topograficzne i chronologiczne działalności Jezusa. Synoptycy koncentrują się na działalności Jezusa w Galilei, Jan – w Jerozolimie. Synoptycy opisują jedną tylko podróż Jezusa do Jerozolimy, a działalność Jezusa trwała nie rok, lecz 2-3 lata. Spośród 29 cudów opisywanych przez synoptyków, Ewangelia Jana opisuje jedynie 3, zna natomiast 4 inne, nieopisane w ewangeliach synoptycznych. Według synoptyków Jezus nauczał w przypowieściach i krótkich wypowiedziach, w czwartej ewangelii Jezus wygłasza cztery dłuższe mowy, znajdują się w niej natomiast jedynie trzy alegorie. Temat Królestwa Bożego, charakterystyczny dla synoptyków, jest poruszany jedynie raz, w rozmowie z Nikodemem (J 3,3-5). Janowy dualizm jest odmienny od dualizmu synoptyków, który był zorientowany horyzontalnie i przeciwstawił „ten świat”, światu który ma nadejść. Janowy dualizm przeciwstawia ten świat dla rzeczywistości istniejącej obok niego (ciemność i światło, ciało i duch, świat i niebo, wiara i niewiara).
Autor Ewangelii wychodzi z założenia, że czytelnik zna synoptyków, w 1,40 Andrzej przedstawiony jest jako brat Szymona Piotra, pomimo iż nie było jeszcze mowy o Piotrze. Jan wyjaśnia w jakim kontekście Jezus powiedział „Zburzcie tę świątynię, a Ja w trzy dni ją odbuduję” (J 2,19). Synoptycy wkładają tę wypowiedź w usta fałszywych świadków oskarżających Jezusa przed Sanhedrynem i chęć zburzenia świątyni (Mt 26,61; Mk 14,58). Bez Janowego wyjaśnienia zarzut postawiony Jezusowi byłby niezrozumiały. Synoptycy uważają 15 dzień miesiąca nisan, czyli dzień żydowskiego święta Paschy (Pesach), za datę śmierci Jezusa, według czwartej Ewangelii Jezus został ukrzyżowany 14 dnia miesiąca nisan o poranku. Czasem można odnieść wrażenie, że autor poprawia synoptyków, w 3,24 czyni uwagę, że Jana Chrzciciela nie wtrącono jeszcze do więzienia, kiedy Jezus rozpoczął swoją działalność (por. Mk 1,14).
Na podstawie szczegółowych porównań Ewangelii Jana z synoptykami współcześni egzegeci uważają, że czwarta Ewangelia nie jest literacką przeróbką któregokolwiek z synoptyków, lecz jest inną wersją tej samej tradycji. Zauważono, że chrystologia Janowa najbliższa jest dla chrystologicznych hymnów Flp 2,5-11 oraz Kol 1,15-20.

## Teologia

### Cel działalności Jezusa

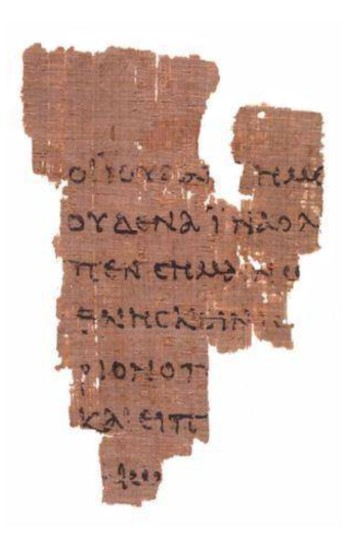
Najstarszy zachowany fragment Ew. Jana, P. Rylands 457 z ok. 125 roku

Czwarta Ewangelia jest swoistą apologią Jezusa, uwydatnia relację między Ojcem i Synem, tworząc podstawę dla dogmatu o Trójcy Świętej. Podkreśla też miłość Boga do ludzi. Podkreślone to zostało w jednym z najpopularniejszych wersetów biblijnych, który też stanowi kwintesencję przekazu ewangelicznego – J 3,16.
Ewangelia działalność Jezusa opisuje przy pomocy czasowników: ελευθεροω (wyzwolić) oraz αιρω (nosić, dźwigać, znosić, usunąć, zgładzić). Każdy z tych terminów uwydatnia własne aspekty znaczeniowe. Terminy te używane są w opisach męki Jezusa. Każdy, „kto popełnia grzech, jest niewolnikiem grzechu”, On chce wyzwolić z tej niewoli czyniąc naprawdę wolnymi (J 8,34-36). Wolność jest prawem każdego człowieka i jest to stan, którego pragnie każdy niewolnik. Tylko wolni będą mogli przebywać w „domu Ojca”.
Jan Chrzciciel wypowiada słowa: „Oto Baranek Boży, który gładzi grzechy świata” (J 1,29) oraz „On się objawił po to, aby grzechy zgładzić” (J 3,5). Wypowiedzi te nawiązują do Iz 53, mówiącego o cierpiącym słudze Jahwe. Cierpienia i śmierć sługi Bożego były ofiarą przebłagalną. Określano ją hebrajskim słowem aszam, które mówiło o ofierze składanej Bogu w świątyni jerozolimskiej w postaci paschalnego baranka. Obraz tego baranka, na którego Jahwe składa grzechy ludu, tak utkwił w pamięci Jana Chrzciciela, że właśnie nim określił Jezusa. Słowo „baranek” zostało odniesione jednocześnie do sługi Bożego, jak i paschalnego baranka.

### Cel śmierci Jezusa
Janowe wypowiedzi o celu Jezusowej męki wyrażone zostały przy pomocy dwóch synonimicznych partykuł – υπερ i περι (za). W IV Ewangelii υπερ występuje 11 razy, περι tylko 2 razy, zaś αντι ‘zamiast’ (por. Mt 20,28) i δια ‘przez’ (por. Rz 4,25), które również mogły być użyte, zupełnie zostały pominięte.
Lepiej będzie, „gdy jeden człowiek umrze za lud” (J 11,50; 18,14). Śmierć Jezusa była spełnieniem woli Bożej (J 3,14).
Śmierć Jezusa na krzyżu została określona zwrotem, w którym występuje czasownik υψοω (podwyższyć, umieścić kogoś ponad ziemią); zwrot ten użyty został w Starym Testamencie w opisie miedzianego węża. „Jak Mojżesz podwyższył węża na pustyni, tak trzeba, aby podwyższono Syna Człowieczego, aby każdy, kto w Niego wierzy, miał życie wieczne” (J 3,14-15). „A Ja, gdy zostanę ponad ziemię wywyższony, pociągnę wszystkich do siebie” (J 12,31-32).
Zwrot „składam życie za” występuje kilka razy. Użyto go w przypowieści o dobrym pasterzu (J 10). „Nikt nie ma większej miłości od tej, gdy ktoś życie (ψυχη – dosł. duszę) swoje oddaje za przyjaciół swoich” (J 15,13). Jezus oddaje swoje życie dla odkupienia ludzi.

### Paraklet
Czwarta Ewangelia określa Ducha Świętego przy pomocy terminu „paraklet” (orędownik, pocieszyciel). Duch Święty ma zapewniać ciągłość pomiędzy Jezusem wcielonym a Chrystusem obecnym w Kościele. Pozwoli on zrozumieć sens życia, jak i nauczania Jezusa, wprowadzi w całość prawdy.

## Cel Ewangelii
Wielu biblistów uważa, że jednym z celów napisania Ewangelii była walka z doketyzmem, tj. doktryną głoszącą, że człowieczeństwo Chrystusa było pozorne, dlatego autor wielokrotnie podkreśla, że Chrystus miał normalne ludzkie ciało. Zwrot „Słowo stało się ciałem” (J 1,14) podkreśla „czyste człowieczeństwo” Chrystusa. Pogląd ten jest bardzo stary i sięga Ireneusza z Lyonu, który twierdził, że Ewangelia Jana jest dziełem polemicznym napisanym przeciwko Kerynthosowi (Adv. Haer. 3,11.1). Niemniej nie był to główny powód napisania Ewangelii.
Usiłowano wykazać, że głównym powodem powstania Ewangelii było uzupełnienie relacji synoptyków. Jednak relacja Janowa jest zbyt niezależna od synoptyków.
Niektórzy egzegeci próbowali dowodzić, że czwarta Ewangelia została napisana przeciwko niewierzącym Żydom. Inni, że jest wymierzona przeciwko kontynuatorom nauczania Jana Chrzciciela.
Zdaniem innych Ewangelia została napisana po to, by dostarczyć światu zhellenizowaną wersję chrześcijaństwa. Hipoteza ta bazuje głównie na stosowaniu filozoficznego terminu „logos”.
Autor jako cel napisania swej Ewangelii wyjaśnia następująco: „Te zaś zapisano, abyście wierzyli, że Jezus jest Mesjaszem, Synem Bożym, i abyście wierząc mieli życie w imię Jego” (J 20,31). Nie ma powodów, by wyjaśnienie to odrzucać. Słowa te uważane są jednak za zakończenie tzw. Ewangelii znaków i nie muszą odnosić się do całej Ewangelii.

## Znaczenie

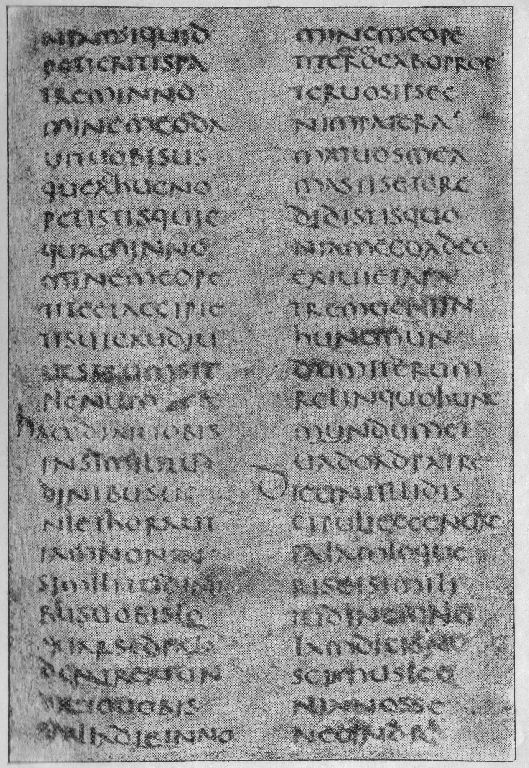
Jan 16,23-30 w Codex Vercellensis

Ewangelia Jana szybko stała się popularna i była najczęściej kopiowaną Ewangelią. Jest nawet najczęściej kopiowaną księgą Nowego Testamentu wśród zachowanych papirusowych rękopisów. Jej rosnącą popularność już na początku II wieku potwierdza odkrycie tzw. Papirusu Rylandsa z fragmentem Ewangelii, którego powstanie datowane jest ok. roku 125. Szybko zdobyła wpływy w środowisku syryjskim, oddziałała na pisma Ignacego Antiocheńskiego, który zdaje się na nią powoływać, choć nie cytuje jej wprost.
Teofil z Antiochii na podstawie Ewangelii Jana bronił nauki chrześcijańskiej. Z Ewangelii Jana jeszcze przed rokiem 150 korzystał Walentynian – aby dowodzić, że jego nauka jest zgodna z nauką apostolską. Justyn Męczennik posługiwał się tekstem Ewangelii Jana zarówno w swojej Apologii, jak i w Dialogu z Tryfonem. W Rzymie malowidła katakumbowe z połowy II wieku przedstawiają te sceny, które są opisane tylko w Ewangelii Jana. W końcu II wieku odrzucał ją rzymski prezbiter Gaius.
Klemens Aleksandryjski nazwał ją „duchową ewangelią”, różną od pozostałych. Według Orygenesa Ewangelie są pierwocinami Pism, a „pierwocinami Ewangelii jest Ewangelia według Jana”.
Ewangelię Jana preferowali angielscy deiści ze względu na brak egzorcyzmów. Z tych samych powodów w XIX wieku preferowali ją liberalni niemieccy teolodzy. We współczesnej biblistyce Ewangelia Jana – obok Listu do Rzymian – bywa uważana za najważniejszą księgę dla teologii Nowego Testamentu. Głębiej niż Ewangelie synoptyczne ukazuje tajemnicę Boga objawionego w swoim Synu.